# Mohammed Khodabanda
Mohammed Khodabanda là vị vua thứ tư của triều đại Safavid ở Đế chế Ba Tư (1578-1588). Mohammed Khodabanda là con trai của Tahmasp I.
Mohammed Khodabanda lên ngôi quốc vương năm 1578 sau khi hoàng huynh Ismail II băng hà.
Thời kì này cho thấy cuộc chiến tranh chống lại Đế chế Ottoman ở Thổ Nhĩ Kỳ. Ngày 29 tháng 8 năm 1578, quân Ottoman do tướng Lala Mustafa Pasha chỉ huy đánh bại quân của Mohammed Khodabanda trong trận Cildir Meydan. Năm 1588, Mohammed Khodabanda bị con thứ 3 là Abbas Mirza (Abbas Đại đế) lật đổ. Mohammed Khodabanda chết 16 năm sau đó, 1596.
Ông được đánh giá là một vị vua yếu đuối và có khả năng cai trị kém, triều đại của ông để lại rất nhiều bất ổn cho Ba Tư sau này.